# Europsko juniorsko (ispod 18) prvenstvo u nogometu – Francuska 1951.

## Prvi krug
- Belgija 1:1 (pobjednik utvrđen ždrijebom)  Engleska
- Jugoslavija 3:1  Francuska
- Austrija 3:1  Švicarska
- Sjeverna Irska 2:0  Nizozemska

## Dopunski krug
- Engleska 3:1  Švicarska
- Nizozemska 4:1  Francuska

## Poluzavršnica
- Jugoslavija 2:1  Sjeverna Irska
- Austrija 3:1  Belgija

## Za peto mjesto
- Engleska 2:1  Nizozemska

## Za treće mjesto
- Belgija 1:0  Sjeverna Irska

## Završnica
- Jugoslavija 3:2  Austrija